# Amsterdam Admirals
Amsterdam Admirals var namnet på det lag i Amsterdam, Nederländerna som spelade amerikansk fotboll i NFL Europe från 1995 till 2007. "Admirals" var de tre sista åren i ligan, det enda lag som inte kom från Tyskland. Laget spelade sina matcher på Amsterdam ArenA sedan 1997, innan spelade man två år på Amsterdams Olympiastadion. Laget vann World Bowl en gång 2005 mot Berlin Thunder, och förlorade två finaler 1995 och 2007. Båda gångerna förlorade de mot Frankfurt Galaxy. Laget spelade samtliga säsonger inför en snittpublik på hemmaplan på minst 10 000 åskådare, 12 710 i genomsnitt för samtliga 13 säsonger. En av de mest kända spelarna i lagets historia är Kurt Warner som 2000 vann Super Bowl med St. Louis Rams. Carl-Johan Björk och Michael Jonsson är 2 svensk spelare som representerat klubben 2005-2007, 2002-2003